# Catedral de Nuestra Señora de la Concepción (Guarulhos)
La Catedral de Nuestra Señora de la Concepción  (en portugués: Catedral Nossa Senhora da Conceiçao) es el nombre que recibe un edificio religioso que pertenece a la Iglesia Católica y se construyó en el año 1665 en el centro de la ciudad de Guarulhos en el país sudamericano de Brasil. La Catedral de Nuestra Señora de la Concepción es la sede de la Diócesis de Guarulhos. Su arquitectura es una de las más bellas del estado de Sao Paulo.
La catedral tiene dos comunidades:
- Catedral de Nuestra Señora de la Concepción - Praça Tereza Cristina - Guarulhos Centro
- Iglesia de Nuestra Señora del Rosario de los Hombres Negros (Igreja Nossa Senhora do Rosario dos Homens Pretos) - Plaza Rosario - Guarulhos Centro

El edificio actual es muy contemporáneo. De su vieja estructura en 1960 se crearon las dos amplios pasillos conocidos hoy en día. El altar ha sufrido muchos cambios e incluso llegó a ser movido hacia adelante, volviendo a su posición original después. Varios de los cambios en la iglesia también fueron causados por el deterioro de la estructura, que presentó algunos riesgos.